# Adams Sola
Adams Sola Iddrisu (Leganés, 27 luglio 2000) è un cestista spagnolo.

## Palmarès
- Copa Princesa de Asturias: 2

Estudiantes: 2022, 2024